# Per Richard Billmanson

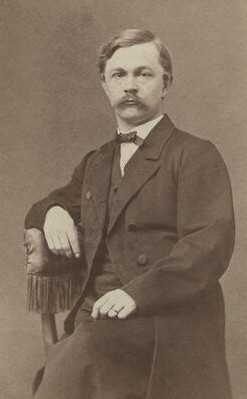
Per Richard Billmanson

Per Richard Billmanson, född 6 februari 1835 i Sala, Västmanland, död 21 november 1918 i Nora, Örebro län, var en svensk lärare och rektor.
Han var son till Johan Adolf Billmanson och Elisabeth (Elise Mari) Mariana Wahrenberg (1812-1838) samt från 1869 gift med Emilie Fredrika Sewén (1846-1908) som var dotter till bergsingenjören Per Nicolaus Sewén (1802-1888). Han var bror till Ivan Feodor Billmanson (1836-1872), Adolf Billmanson (1839-1914), Ernst Christoffer Billmanson (1840-1918) och Wilhelm Gustaf Billmanson (1845-1891).
Billmanson blev student vid Uppsala universitet 1854 och filosofie kandidat 1865 samt filosofie doktor 1866. Han doktorerade med avhandlingen Om några lineära differential-eqvationer af andra ordningen Libris 2563227. Han anställdes som kollega vid pedagogien i Nora 1866 och blev tillförordnad rektor där 1882 för att slutligen bli rektor. Vid ett regeringssamanträde 1906 beslöts att tilldela Billmanson en årlig pension på 3,500 kronor. Under åren 1850-1872 hade han en omfattande brevväxling med sin bror Ivan som idag finns bevarad i det Billmansonska arkivet vid Emigrantinstitutet i Växjö.